# La Villa de Don Fadrique
La Villa de Don Fadrique ist eine spanische Gemeinde  (municipio) in der Provinz Toledo der Autonomen Region Kastilien-La Mancha. 2024 hatte die Gemeinde 3.553 Einwohner. Die Gemeindefläche beträgt 83,15 km².

## Lage
La Villa de Don Fadrique liegt etwa 100 Kilometer ostsüdöstlich von Toledo in einer Höhe von ca. 670 m. 

## Bevölkerungsentwicklung
| Jahr      | 1900  | 1910  | 1920  | 1930  | 1940  | 1950  | 1960  | 1970  | 1981  | 1991  | 2001  | 2011  | 2021  |
| --------- | ----- | ----- | ----- | ----- | ----- | ----- | ----- | ----- | ----- | ----- | ----- | ----- | ----- |
| Einwohner | 3.121 | 3.379 | 4.185 | 4.955 | 5.154 | 5.855 | 5.613 | 4.778 | 4.294 | 4.206 | 4.114 | 4.121 | 3.576 |

## Sehenswürdigkeiten
- Kirche Mariä Himmelfahrt (Iglesia de Nuestra Señora de la Asunción)
- Christuskapelle (Capilla del Santísimo Cristo del Consuelo)

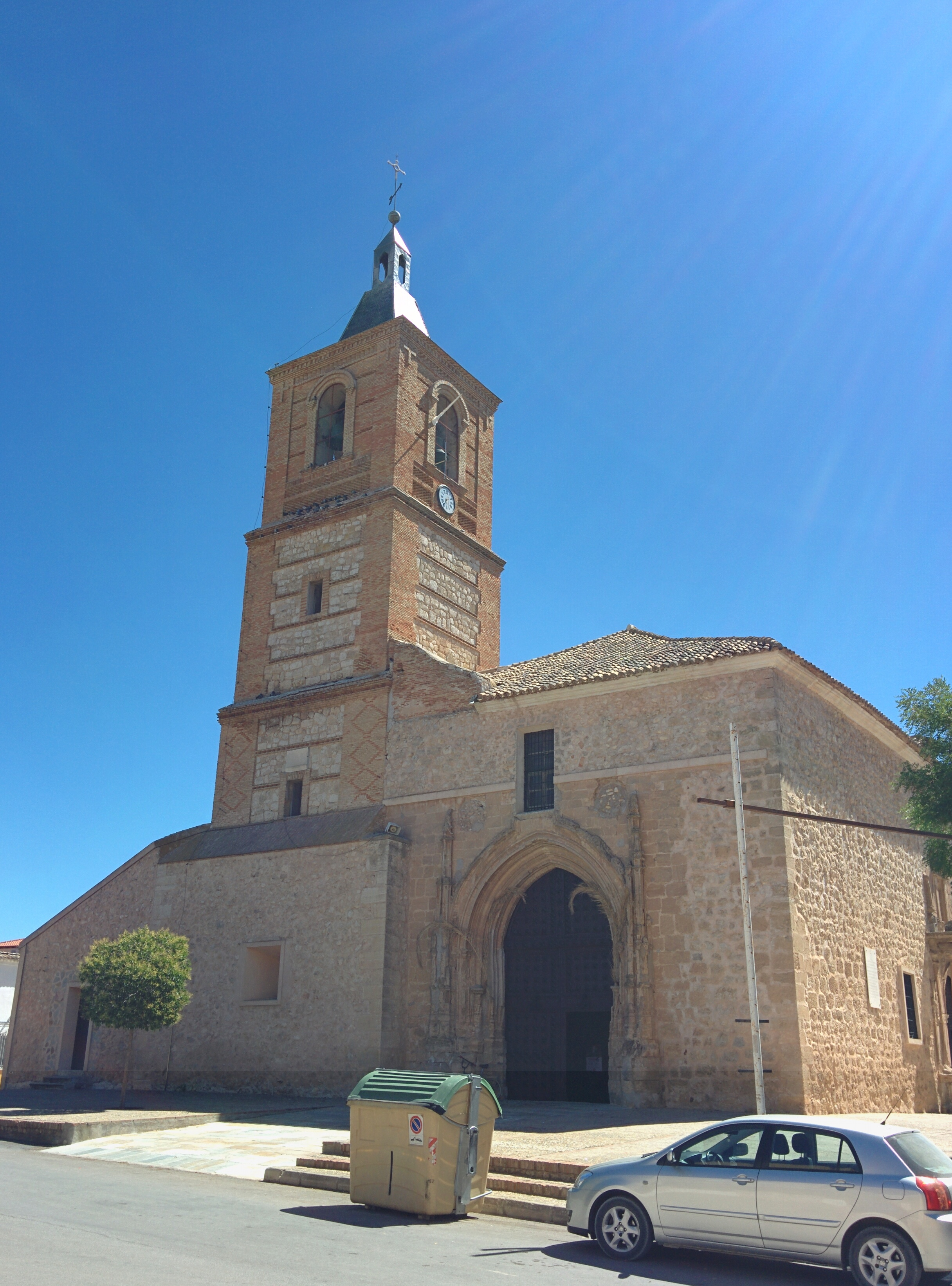
Kirche Mariä Himmelfahrt
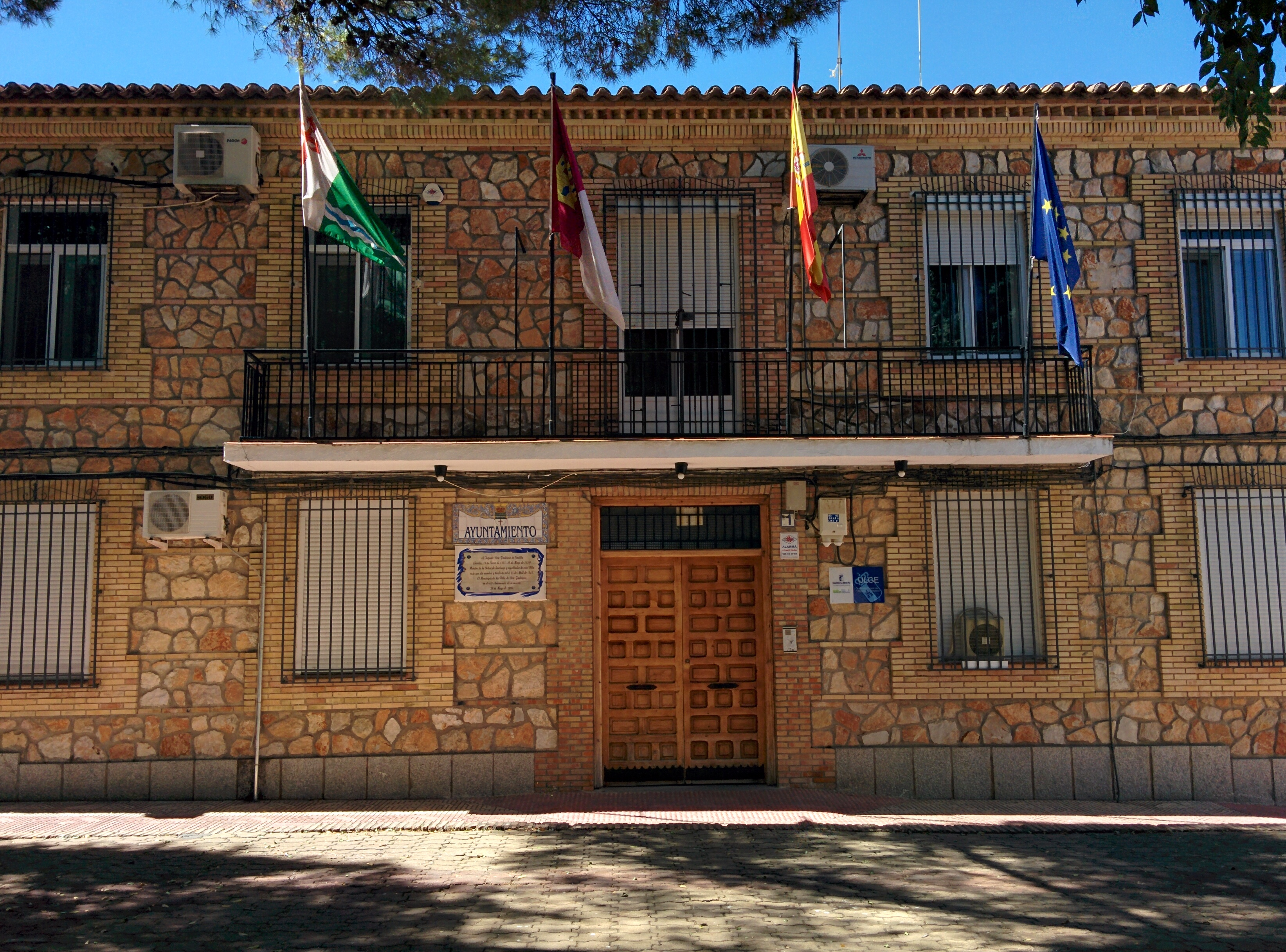
Rathaus